# Hexatoma (Eriocera) urania
Hexatoma (Eriocera) urania is een tweevleugelige uit de familie steltmuggen (Limoniidae). De soort komt voor in het Oriëntaals gebied.